# Jens Hirschberg

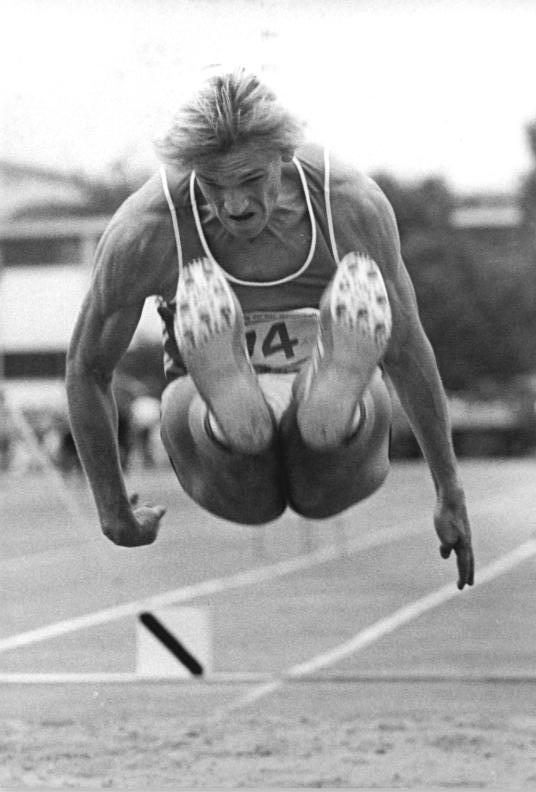
Jens Hirschberg 1987

Jens-Uwe Hirschberg (* 6. Mai 1964 in Haldensleben) ist ein ehemaliger deutscher Weitspringer.

## Sportliche Erfolge
Hirschberg nahm an den Weltmeisterschaften der Leichtathleten 1987 in Rom teil, bei denen er den vierten Platz belegte. Weitere Erfolge gelangen ihm bei den Meisterschaften der DDR in den Jahren 1987 und 1990, bei denen er jeweils Zweiter wurde, 1986 gewann er bei den DDR-Hallenmeisterschaften. Bei den ersten Meisterschaften nach der deutschen Wiedervereinigung wurde er 1991 Dritter.
Hirschbergs Bestleistung beträgt 8,18 m, die er 1987 in Neubrandenburg erzielte. Er startete für den SC Magdeburg. In den nach der Wende öffentlich gewordenen Unterlagen zum Staatsdoping in der DDR fand sich bei den gedopten Sportlern auch der Name von Hirschberg.